# Liste kenianischer Schriftsteller und ihrer Werke
Diese Liste kenianischer Schriftsteller und ihrer Werke umfasst zahlreiche Autoren Kenias und einen Teil ihrer Werke.
- Abdilatif Abdalla (* 1946)
- Carolyne Abdalla
  - Confessions of an AIDS Victim. East Africa Educational Publishers, Nairobi 1993. Erzählung.
- Jennifer Bobito
  - Prescription: Love. Transafrica, Nairobi 1975. Erzählung.
  - Screens against the sky. Bloomsbury/Penguin, London 1990 (Neuauflage: Penguin, 1992). Roman.
  - An immaculate figure. Bloomsbury, London 1993. Roman.
- Rocha Chimera
- Jane Tapsubei Creider
  - Two Lines: My Spirit and I. Women’s Press, London 1986.
  - The Shrunken Dream. Women’s Press, Toronto (Kanada) 1992.
- Valerie Cuthbert
  - The Great Siege of Fort Jesus: An Historical Roman. East African Publishing House, Nairobi 1970. Erzählung.
  - Dust and Shadow. Phoenix Publishers, Nairobi 1990. Erzählung.
- Kuki Gallmann (* 1943)
- Monicah Genya
- Corney Gichuki
- Jomo Kenyatta (1893–1978)
- Mary Kize
- Muthoni Likimani
  - They Shall Be Chastised. Noni’s Publicity, 1974. Roman.
  - What Does a Man Want?. 1974. Lyrik.
  - Passbook Number F.47927: Women and Mau Mau in Kenya. Noni’s Publicity, 1985 (Neuauflage 2000). Roman.
- Lily Mabura
  - The Pretoria Conspiracy. Focus Publications, 2000. Roman.
- Marjorie Oludhe MacGoye
  - Murder in Majengo. OUP, Nairobi 1972. Erzählung.
  - Song of Nyarloka and Other Poems. OUP, Nairobi 1977.
  - Coming to Birth. Heinemann, Nairobi 1986.
  - The Present Moment. Heinemann, Nairobi 1987.
  - Street Life. Heinemann, Nairobi 1987. Erzählung.
  - Victoria and Murder in Majengo. Macmillan, London 1993. Erzählung.
  - Homing In. East Africa Educational Publishers, Nairobi 1994. Erzählung.
  - Chira. East Africa Educational Publishers, Nairobi 1997. Erzählung.
- David Maillu (* 1939)
- Omondi Mak’Oloo
- Hazel Mugo
  - Black Night at Quiloa. East African Publishing House, Nairobi 1971. Roman.
- Micere Githae Mugo (* 1942)
  - The Trial of Dedan Kimathi. Heinemann, London 1976. Drama. Gemeinsam mit Ngugi wa Thiong’o.
  - Daughter of my people, sing!. East African Literature Bureau, Nairobi 1976. Lyrik.
  - The long illness of ex-chief Kiti. East African Literature Bureau, Nairobi 1976. Theaterstück.
  - My mother’s poem and other songs. Songs and poems. East African Educational Publishers, Nairobi 1994.
- Meja Mwangi (* 1948)
- Lydiah Mumbi Nguya
  - The First Seed. East African Literature Bureau, Kampala 1975. Roman.
- Rebecca Njau (* 1930)
  - The Scar: a tragedy in one act. Lobp Art Gallery, Moshi 1965. Theaterstück.
  - Ripples in the pool. Transafrica Publ., Nairobi; Heinemann, London 1975. Roman.
  - The Hypocrite. Uzima Press, Nairobi 1977. Kurzgeschichten.
  - Kenya women heroes and their mystical power. Mit Gideon Mulaki. Risk Publications, Nairobi 1984.
  - The Sacred Seed. 2003. Roman.
- Stella Kahaki Njuguna
  - Labyrinth. 2000. Roman.
- Asenath Bole Odaga
  - The Villager’s Son.
  - Jande’s Ambition. Lake Publishers and Enterprises, Kisumu 1966. Kinderbuch.
  - The Shade Changes.
  - A Bridge in Time.
  - Between the Years.
  - The Angry Flames. Lake Publishers and Enterprises, Kisumu 1978.
  - The Diamond Ring. Lake Publishers and Enterprises, Kisumu 1968. Kinderbuch.
  - Thu Tinda!. Uzima, Nairobi 1980. Kinderbuch.
  - The Storm. Lake Publishers and Enterprises, Kisumu 1985.
  - The Secret of the Monkey Rock.
  - Why the hyena has a crooked neck and other stories. Women Literature Group, Kisumu 1993. Von Asenath Bole Odaga herausgegebene Sammlung von Kurzgeschichten von „Kenyan grassroots women writers & storytellers“.
- Margaret Ogola
  - The River and the Source. Focus, Nairobi 1994. Roman.
  - I Swear by Apollo. Nairobi 1995; Focus Publications, 2002. Roman.
- Grace Ogot (1930–2015)
- Moyez C. Vassanje
- Jameela Saddiqi
  - Feast of the Nine Virgins. Bogle L’Ouverture, UK 2001. Roman.
- Charity Waciuma (* 1936)
  - The Golden Feather. East African Publishing House, Nairobi 1966.
  - Mweru, the Ostrich Girl. East African Publishing House, Nairobi 1966.
  - Who’s Calling?. East African Publishing House, Nairobi 1972.
  - Merry-Making. East African Publishing House, Nairobi 1972.
  - Daughter of Mumbi. East African Publishing House, Nairobi 1974.
- Ngugi wa Mirii (* 1951)

- Ngũgĩ wa Thiong’o (1938–2025)
- Yvonne Adhiambo Owuor (* 1968)

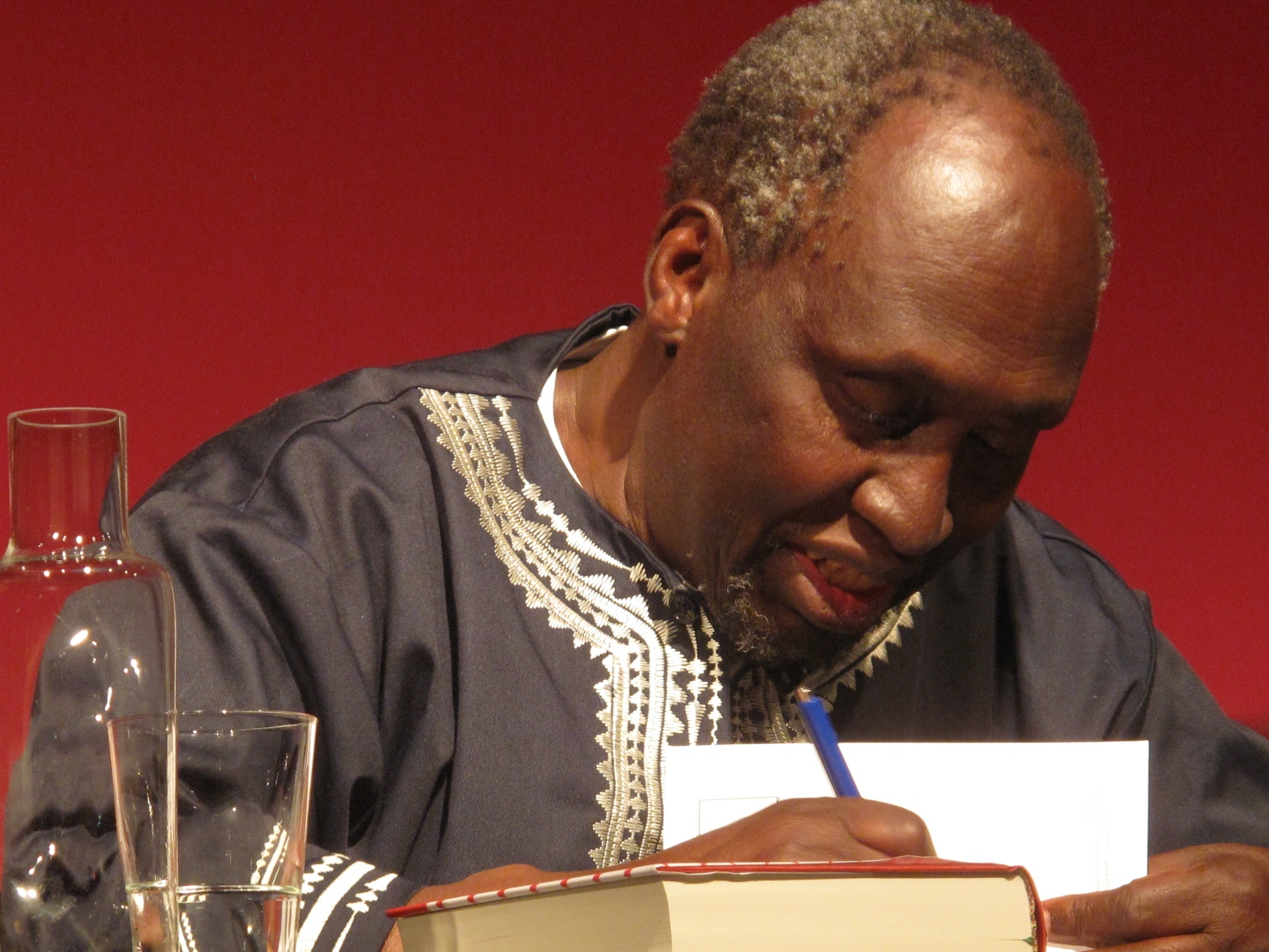
Ngũgĩ wa Thiong’o (2012)

  - Dust. Alfred A. Knopf, New York 2014
- Binyavanga Wainaina (1971–2019)
  - One day I will write about this place, Minneapolis 2011
- Miriam Were
  - The Boy in Between. Oxford University Press, Nairobi 1969.
  - The Eighth Wife. East Africa Publishing House, Nairobi 1972.
  - The High School Gent. Oxford University Press, Nairobi 1972.
    - Your heart is my altar. East African Publishing House, Nairobi 1980. Roman.